# Zemstvoschool
De Zemstvoschool (Russisch: земская школа, zemskaja skola) (volledige naam: eenklassige openbare school onder beheer van het Ministerie van Onderwijs) was de meest voorkomende vorm van lager onderwijs in het Russische Rijk vanaf de late jaren 1870 tot 1917.
Zemstvo-scholen verschenen na de oprichting van de Zemstvo's in 1864. Zij opereerden in de landelijke streken van het rijk. Hun werkzaamheden werden gereguleerd door de "Regeling van de primaire openbare scholen" in 1864 en 1874's. Dit type school kende drie klassen, waarbij tegelijkertijd kinderen van alle drie leerjaren  in een enkel klaslokaal door een leraar onderwezen werden. Aan het begin van de 20e eeuw werd de school geleidelijk uitgebreid tot een vierjarige opleiding, met twee lokalen en twee leraren. Op school werd de Russische taal en het schoonschrijven onderwezen, verder eenvoudige rekenkunde, de Wet van God, Kerkslavisch en kerkzang. 
De belangrijkste taak van de school was de alfabetisering van de leerlingen. Een "volksleraar" had hiermee een vaste betrekking. Zij kwamen uit de kringen van de priesters en de schriftgeleerden. Er waren geen beperkingen naar geslacht, stand of religie. De zemstvoschool had leerlingen van de leeftijd van 8-12 jaar en het onderwijs was gratis. De school werd onderhouden door het zemstvo  en stond onder toezicht van ambtenaren van het ministerie van Onderwijs dat de bestuurders en inspecteurs van het basisonderwijs leverde. De financiering was gezamenlijk, en werd verzorgd  door de Obsjtsjina, de Volost, het Zemstvo en de staat, waarbij de financiële deelneming van de staat gestaag toenam en de deelname van boerengemeenschappen afnam. Vanaf het einde van het eerste decennium van de twintigste eeuw begonnen de Zemstvo's netwerk van scholen te ontwerpen dat bedoeld was om universeel onderwijs te realiseren voor leerlingen van 5-15 jaar.

## De voertaal
De regering heeft altijd het Russisch als de normale voertaal van het onderwijs beschouwd en dat lag in het verlengde van een algemene russificatiepolitiek. In deze veelvolkerenstaat kon er echter niet alleen maar op de lagere school in het Russisch les gegeven worden. Een groot deel van de kinderen die toegelaten werden tot de school spraken geen Russisch. Hoe de autoriteiten daarover besloten hing sterk af van de gevoerde politiek ten aanzien van de nationaliteit in kwestie. 
De zemstvoschool werd slechts zijdelings geconfronteerd met het russificatiebeleid omdat de groepen die de overheid als politiek onbetrouwbaar beschouwde (Polen, Joden, Kaukasiërs) veelal geconcentreerd waren in gebied buiten de zemstvo's.  De houding tegenover de volkeren die op het grondgebied van Europees Rusland woonden was aanvankelijk welwillend. Al in de jaren 1870 waren er een aantal basisscholen die een Fins-Oegrische taal gebruikten. Vanaf 1890 nam onder druk van het Ministerie van Nationale Educatie de neiging tot russificatie toe. Vanuit de scholen werden de lokale talen sterk ontmoedigd, zelfs werden kinderen bestraft die onderling hun moedertaal bezigden. Om een getuigenis uit de provincie Vyatka aan te halen: "Terwijl voor Russische kinderen de school een moeder is, is het voor de Oedmoerten een stiefmoeder. De leraar verstaat de kinderen niet en de kinderen begrijpen de leraar niet." Het wederzijds wanbegrip leidde tot treurige resultaten. Er heerste verveling en apathie in de klas, leren werd veranderd in angst.

## Klasgrootte
De klasgrootte in de zemstvoschool -de zogenaamde "komplekt"- was erg groot. In de tweede helft van de 19e eeuw telde een typische klas meestal 60 leerlingen. Aan het begin van de 20e eeuw werd dit formeel verlaagd tot 50. Echter dit ideaalbeeld was vaak ver bezijden de waarheid. De verdeling van de scholen over het platteland was dusdanig dat het niet mogelijk -of toegestaan- was overtollige leerlingen naar een andere school te sturen. Toch mocht er officieel niet meer dan 60 (later 50) kinderen in een klas zitten. Zodra er zich een 61e (of 51e) leerling aanmeldde stond de school dus voor een keuze: ofwel de leerling toch aannemen ofwel een tweede "komplekt" in het leven roepen. Dat laatste stootte vaak op grote problemen omdat het kostbaar was en de zemstvo's weigerden vaak om deze weg te bewandelen en eisten vaak niet minder dan 70 leerlingen te aanvaarden in een klas. In scholen met twee "komplekten" werd dat al snel 90 leerlingen in de klas.
Het resultaat was dat in sommige plaatsen zoals in Samara leraren om moesten gaan met 77 kinderen in een klas. In de drukste scholen hadden leraren  zo'n 10-20 leerlingen meer dan de "ideale" grootte.
Na 1905 begonnen de zemstvo's over te gaan op een school met twee klassen en twee leraren en begon de situatie wat te verbeteren. In 1914 werd de gemiddelde klasgrootte beperkt tot 41 leerlingen.  